# Vitt Ariskt Motstånd
För andra betydelser, se VAM.
Vitt Ariskt Motstånd (VAM) var ett nätverk inom nationalsocialismen i Sverige från cirka 1985 till nedläggningen 1993. Namnet kommer från den amerikanska organisationen White Aryan Resistance, WAR. VAM bildades bland dem som var aktiva inom den svenska avläggaren av Rock Against Communism, Rock mot kommunism. Ledande var bland andra Christopher Rangne och Klas Lund (sedermera ledare för Svenska motståndsrörelsen). VAM misstänktes för ett antal grova brott, något som förnekades från nätverkets sida. Flera av de ledande i VAM avtjänade dock långvariga fängelsestraff.
VAM inspirerade några ungdomar i Karlskrona att bilda ett nationalsocialistiskt politiskt parti i Sverige under namnet NSF, Nationalsocialistisk Front.

## Kända medlemmar i Vitt Ariskt Motstånd
- Klas Lund, grundare av Vitt Ariskt Motstånd och f.d. ledare för Svenska motståndsrörelsen. Idag ledare för Nordisk styrka.
- Christopher Rangne, grundare av Vitt Ariskt Motstånd och Nationella Alliansen[2]. Idag ledamot i styrelsen för partiet Framåt Sverige.